# Normanton-on-the-Wolds
Normanton-on-the-Wolds – wieś w Anglii, w hrabstwie Nottinghamshire, w dystrykcie Rushcliffe. Leży 9 km na południe od miasta Nottingham i 167 km na północny zachód od Londynu.